# Marcus Iulius Agathopus
Marcus Iulius Agathopus war ein antiker römischer Goldschmied (aurifex), der in julisch-claudischer Zeit in Rom tätig war und nach 42 n. Chr. gestorben ist.

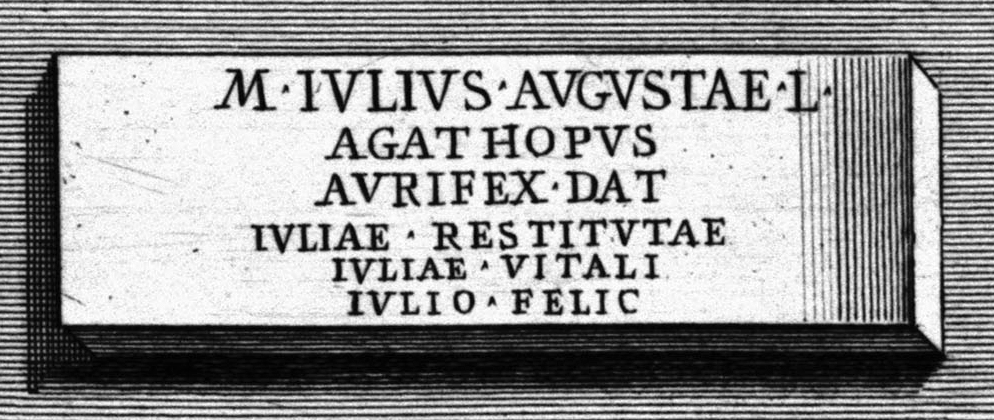
Grabinschrift CIL VI 3946 nach einem Stich von Piranesi

Bekannt ist er nur aus Grabinschriften für sich und seine Familie, die 1726 im Columbarium der Livia gefunden wurden. Danach war er Freigelassener der Livia.